# Gilbertiodendron obliquum
Gilbertiodendron obliquum là một loài thực vật có hoa trong họ Đậu. Loài này được (Stapf) J.Leonard miêu tả khoa học đầu tiên.